# Ingrid Andersson (socialdemokratisk politiker)
Ingrid Margareta Andersson, född Carlsson 11 juni 1939 i Folkärna församling i Kopparbergs län, är en tidigare svensk sjuksköterska och socialdemokratisk politiker. Under 19 år arbetade hon som nattsjuksköterska på kirurgen i Enköping.
Andersson var riksdagsledamot 1979–1998 (som ersättare 1979–1982), invald i Uppsala läns valkrets. Hon var framför allt aktiv i socialutskottet, som suppleant 1980–1981 samt 1985–1988, som ledamot 1988–1996 och som vice ordförande 1996–1998. Hon var även suppleant i finansutskottet, justitieutskottet, kulturutskottet, skatteutskottet och trafikutskottet.
Hon har även varit aktiv inom sjukvårdspolitiken i Uppsala läns landsting och var bland annat ordförande i landstingsfullmäktige. 2004 blev hon utsedd till hedersdoktor vid medicinska fakulteten i Uppsala.